# 沂州府
沂州府，清代府名。升明代沂州为府，屬山東省。

沂州府在山东省的位置（1820年）

《清史稿·地理志八》：「沂州府：初沿明制，為兗州屬州，領縣二。雍正二年(1724年)改直隸州。雍正十二年（1734年），升府，置附郭，降莒州及所屬蒙陰縣、沂水縣、日照縣來隸。領州一:莒州，縣六:蘭山縣、郯城縣、費縣、沂水縣、蒙陰縣、日照縣。
辛亥革命后，全国废府州厅改县，府废。